# Maserati Quattroporte
La Maserati Quattroporte (quatre portes, en italien) est une berline de grand tourisme du constructeur automobile italien Maserati, déclinée en 6 générations depuis 1965.

## Première génération (1963-1969)
La Quattroporte est la première berline historique du constructeur au Trident Maserati, apparue en 1963, dessinée par le designer Pietro Frua, avec pour code usine le numéro « 107 ».

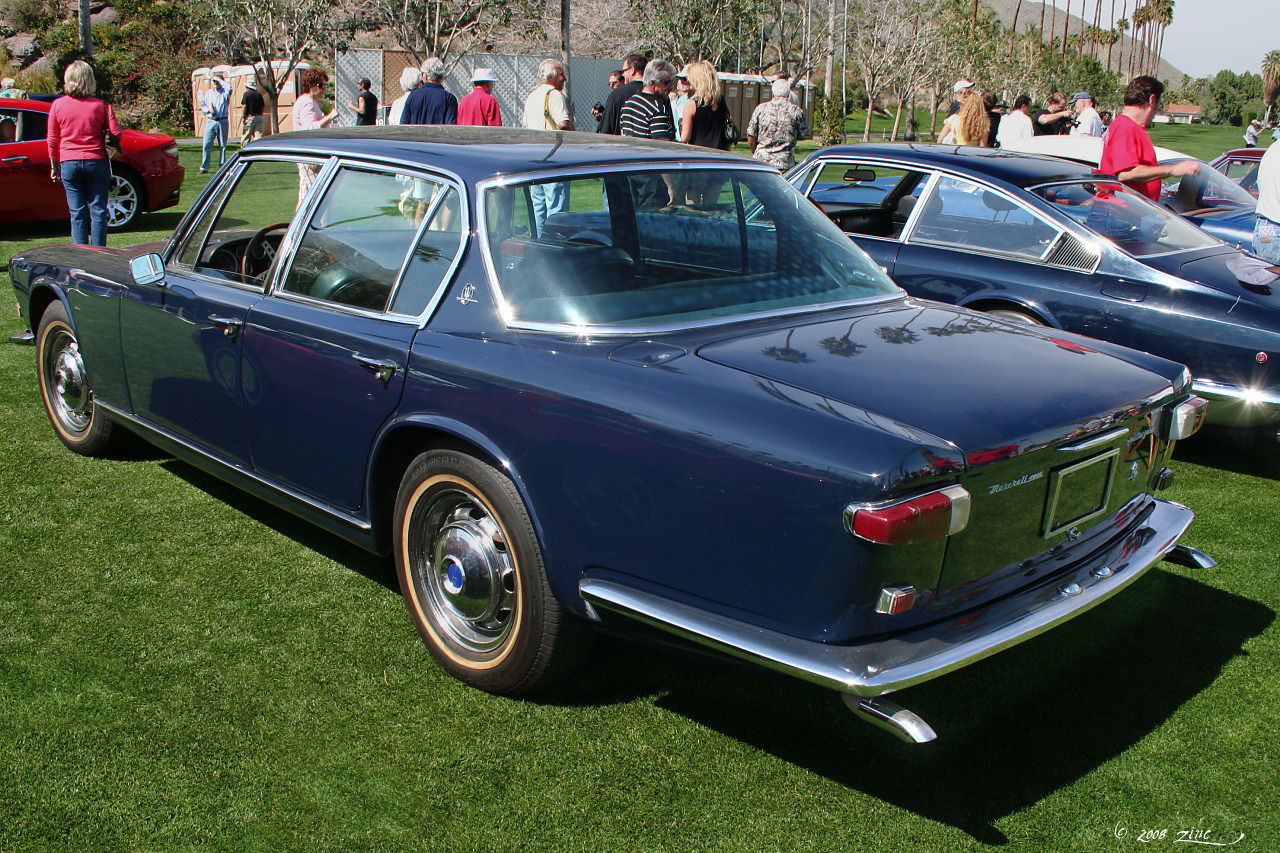
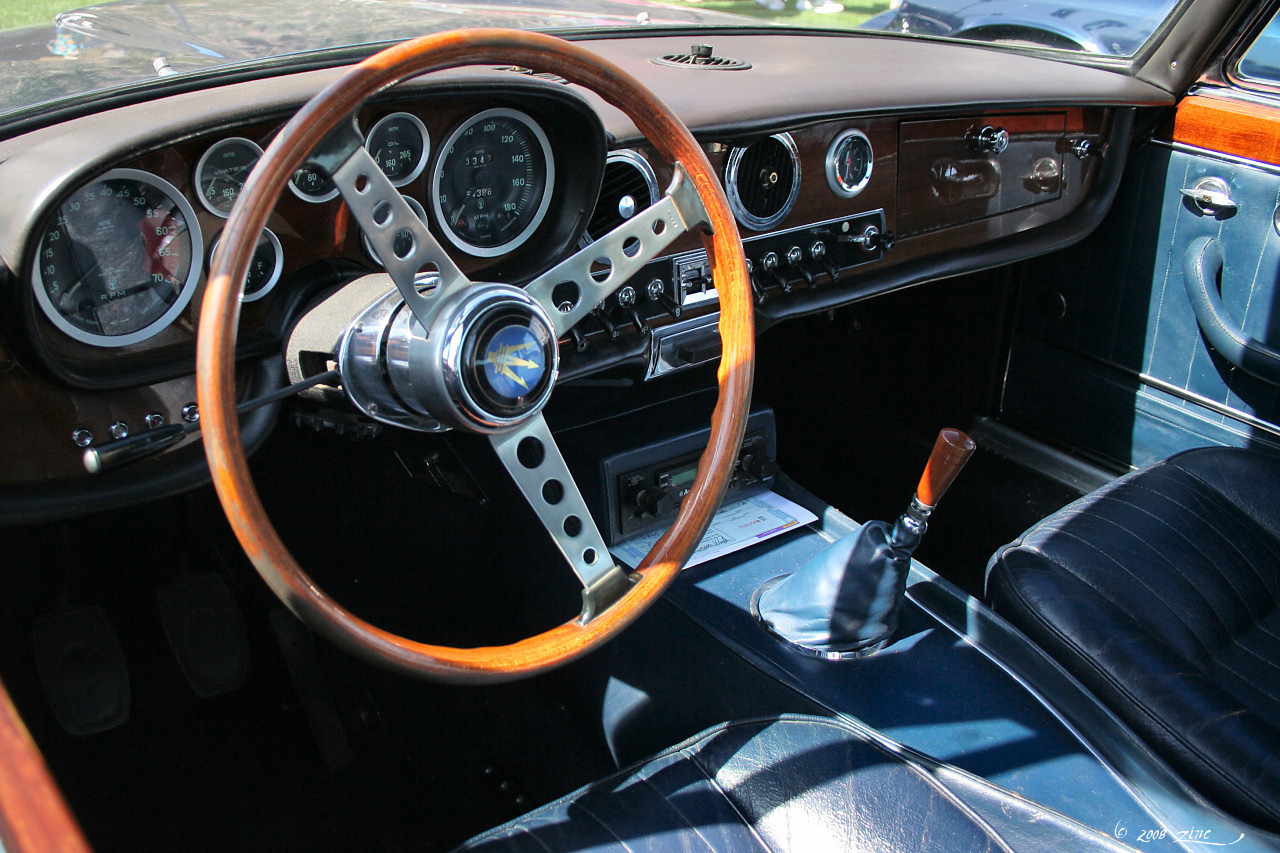
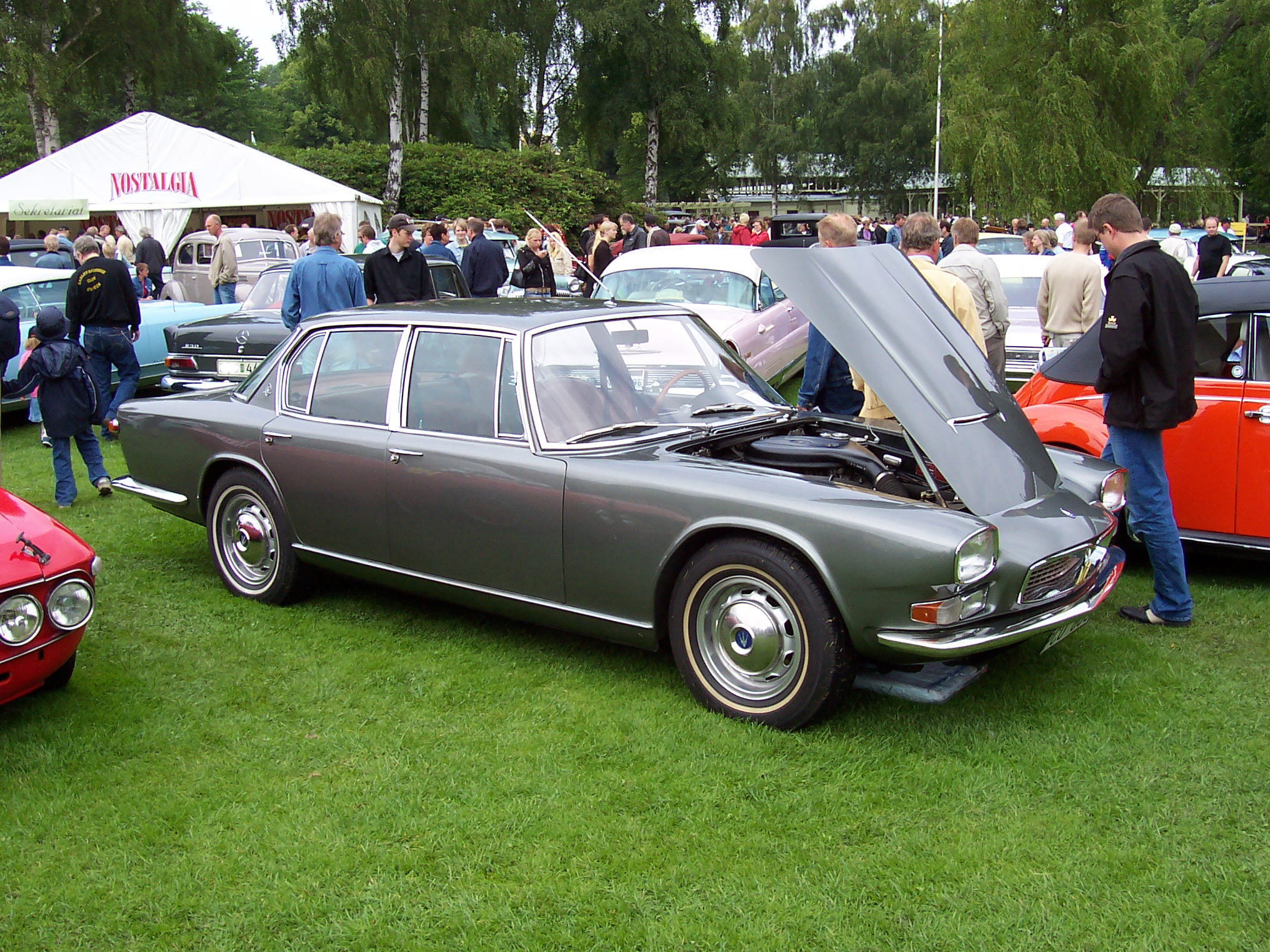

Motorisées par un moteur Maserati V8 de 4,2 litres pour 260 ch, et 230 km/h de vitesse de pointe (héritier des premiers V8 de 4,5 L de Maserati 450S de compétition des années 1950) elle était disponible avec une boîte de vitesses manuelle à cinq rapports ou bien une boîte automatique à trois rapports.
En 1966, Maserati étoffe la gamme en ajoutant une version équipée d'un moteur de 4,7 litres développant 290 chevaux.
La première série sera fabriquée à 260 exemplaires jusqu'en 1966, date de lancement de la Quattroporte I 2e série qui sera produite à 516 exemplaires jusqu'en 1970. Elle est reconnaissable à ses phares avant : 2 paires de projecteurs jumelés au lieu des simples optiques rectangulaires de la première série.
Trois à quatre Quattroporte I ont été modifiées pour la société CEA, fabricant d'extincteurs italien, pour soutenir les équipes de secours sur les circuits italiens. Un exemplaire a été mis en vente en 2006 chez Christie's.

## Deuxième génération (1974-1975)
Maserati vient à cette époque d'être achetée (40%) par Citroën. La Quattroporte II eut une gestation très laborieuse en raison de l'influence de responsables Citroën sur la direction de l'entreprise, avec pour nom de projet et numéro de code usine « 123 ». Un premier projet est resté à l'état de prototype chez les designer Frua et Bertone.

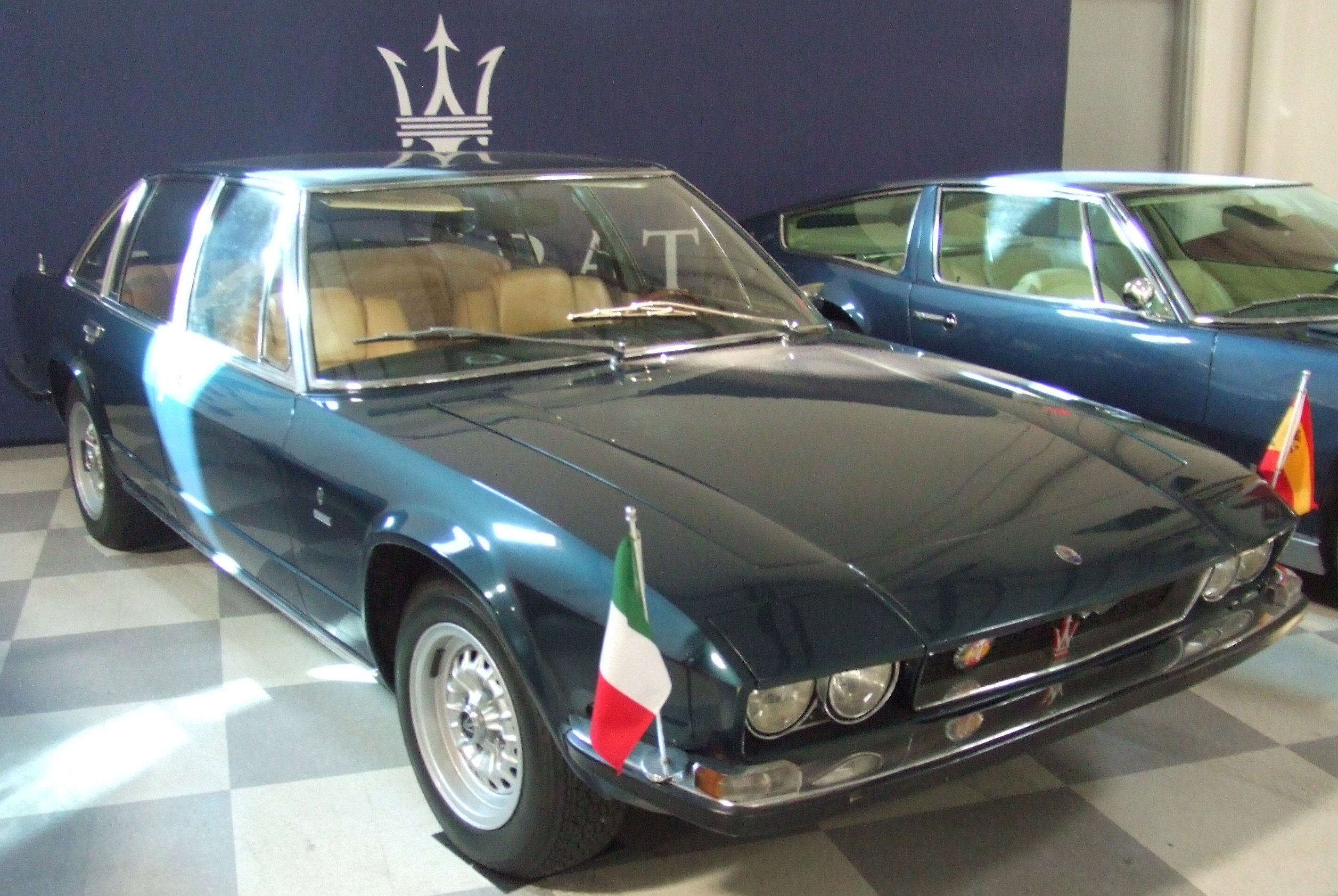
Maserati Quattroporte II Frua de 1971, du roi d'Espagne Juan Carlos Ier

Deux prototypes Frua ont été livrés à l'Aga Khan et au roi d'Espagne Juan Carlos Ier.
La seconde version de la Quattroporte sera présentée en 1973 et sera la dernière automobile Maserati de la période très mouvementée laissée après la gestion Citroën.
Le dessin de la voiture porte la griffe du célèbre carrossier Bertone et plus précisément de son designer en chef Marcello Gandini. Elle sera équipée d'un moteur Maserati V6 de 3 litres, le même qui équipera entre autres les Maserati Merak et Citroën SM. Il aura bien de la peine à donner à la voiture le caractère sportif attendu par les clients habituels de la marque. De plus; ce modèle sera doté de la traction avant, d'un gabarit très imposant mais ne connaîtra pas le succès que sa ligne aurait pu laisser envisager ; elle tombait en pleine crise pétrolière, et une vraie GT de marque ne peut être une traction avant. La voiture recevra aussi les suspensions hydrauliques de la SM ainsi que d'autres attributs plus modestes dans l'habitacle.
La Maserati Quattroporte 2e série ne sera construite qu'en 13 exemplaires entre 1974 et 1975, en raison du placement en redressement judiciaire de la marque par Citroën.
Cette voiture avait été conçue pour concurrencer les Fiat 130, Jaguar XJ6, BMW 2800 et autres Mercedes 280 au lendemain de la crise pétrolière, mais son poids de 1,6 tonne et surtout ses dimensions imposantes (empattement de 3,07 m) étaient beaucoup trop importants pour le petit moteur V6 que Citroën s'entêta à maintenir.

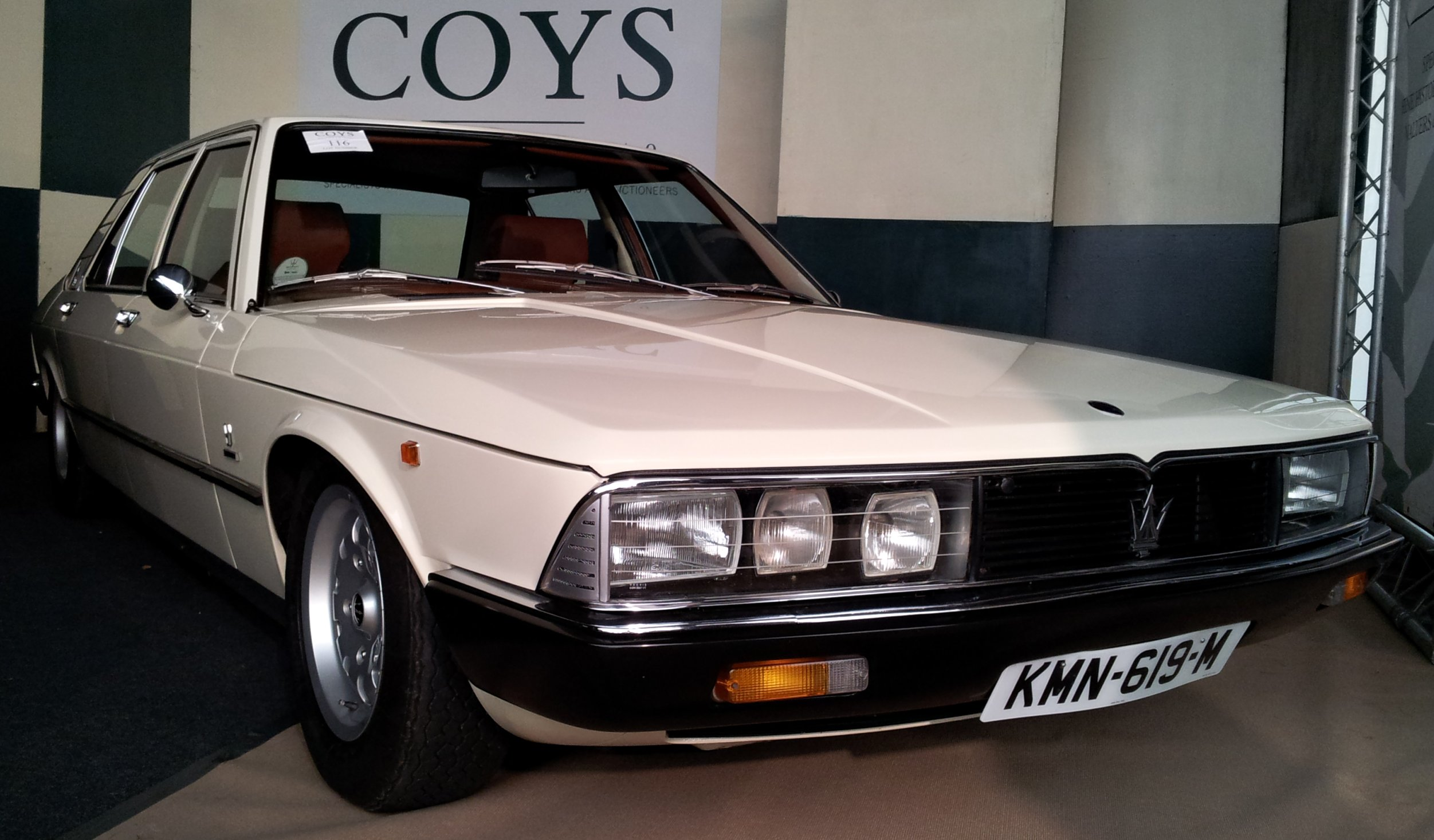
Maserati Quattroporte 2

Ce n'est qu'au printemps 1975, lors du salon de Genève, que la version enfin équipée d'un moteur digne de la voiture, un 3,2 litres développant 200 ch, voit le jour mais il était trop tard pour retrouver une clientèle exigeante, passée à la concurrence.

## Troisième génération (1979-1990)
Dessinée par la designer Giorgetto Giugiaro, cette Maserati se caractérise, comme toutes les voitures italiennes de cette époque, par des lignes très tendues. C'est la première automobile conçue pendant la période De Tomaso, avec pour code projet usine le « 330 ».

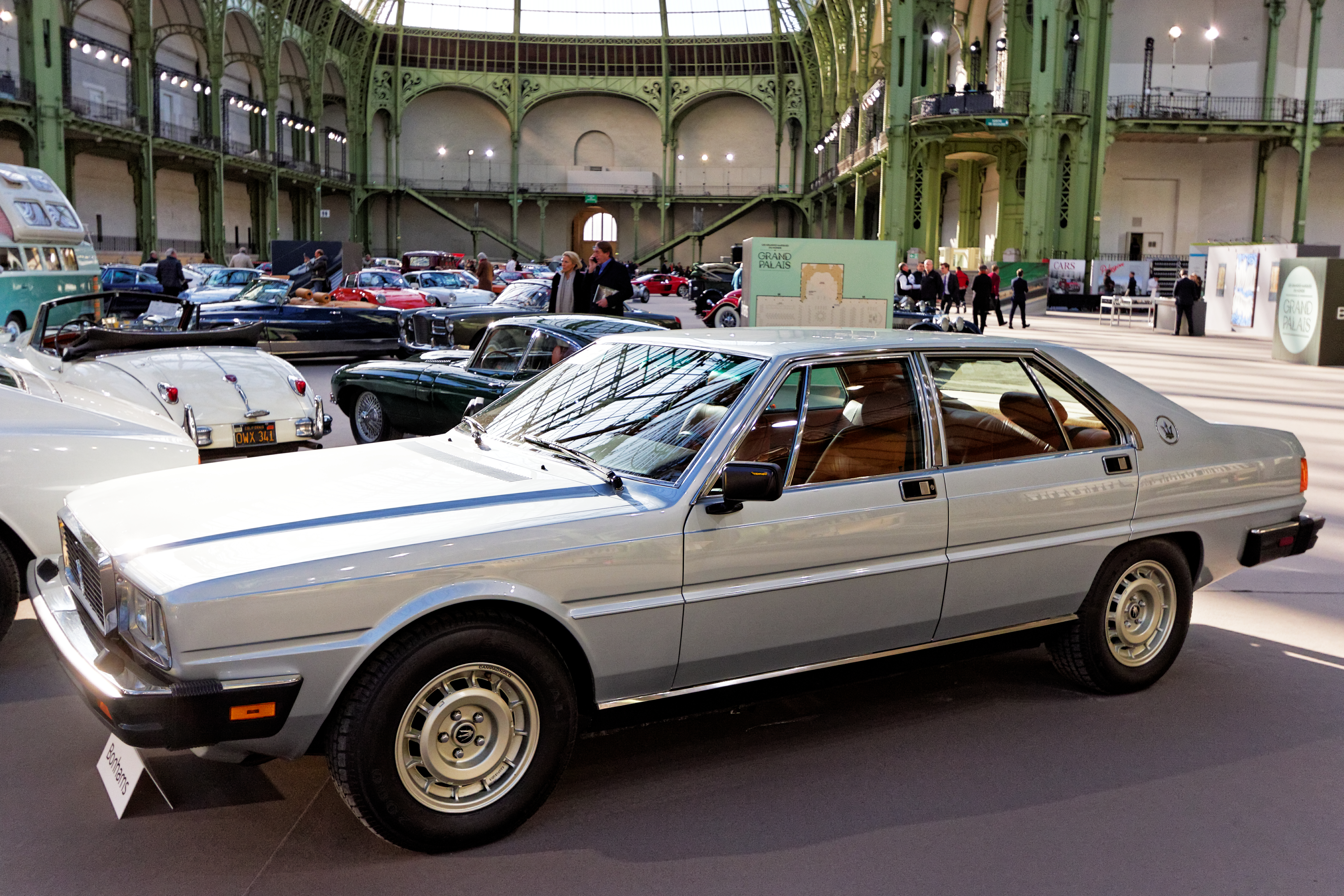
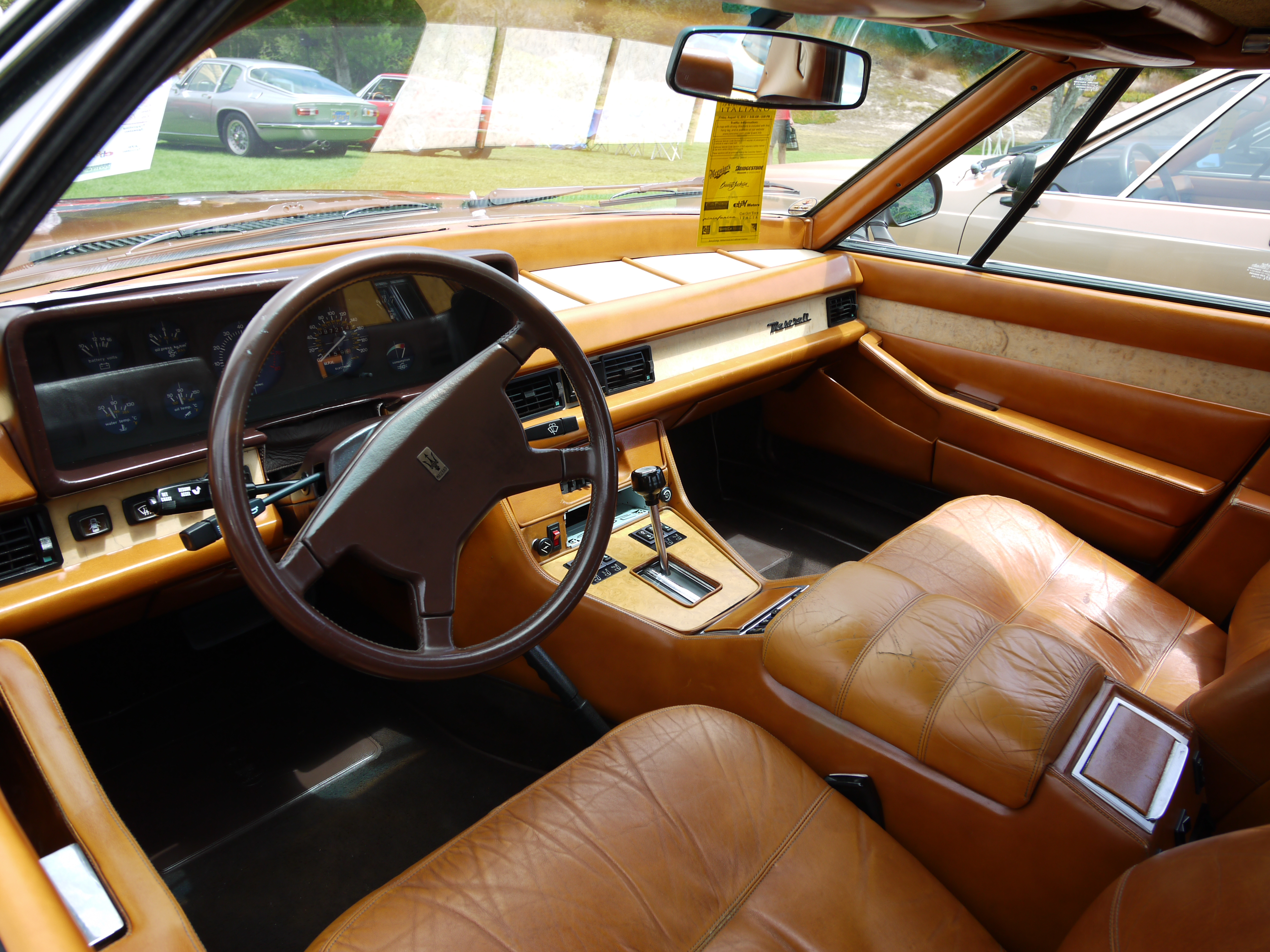
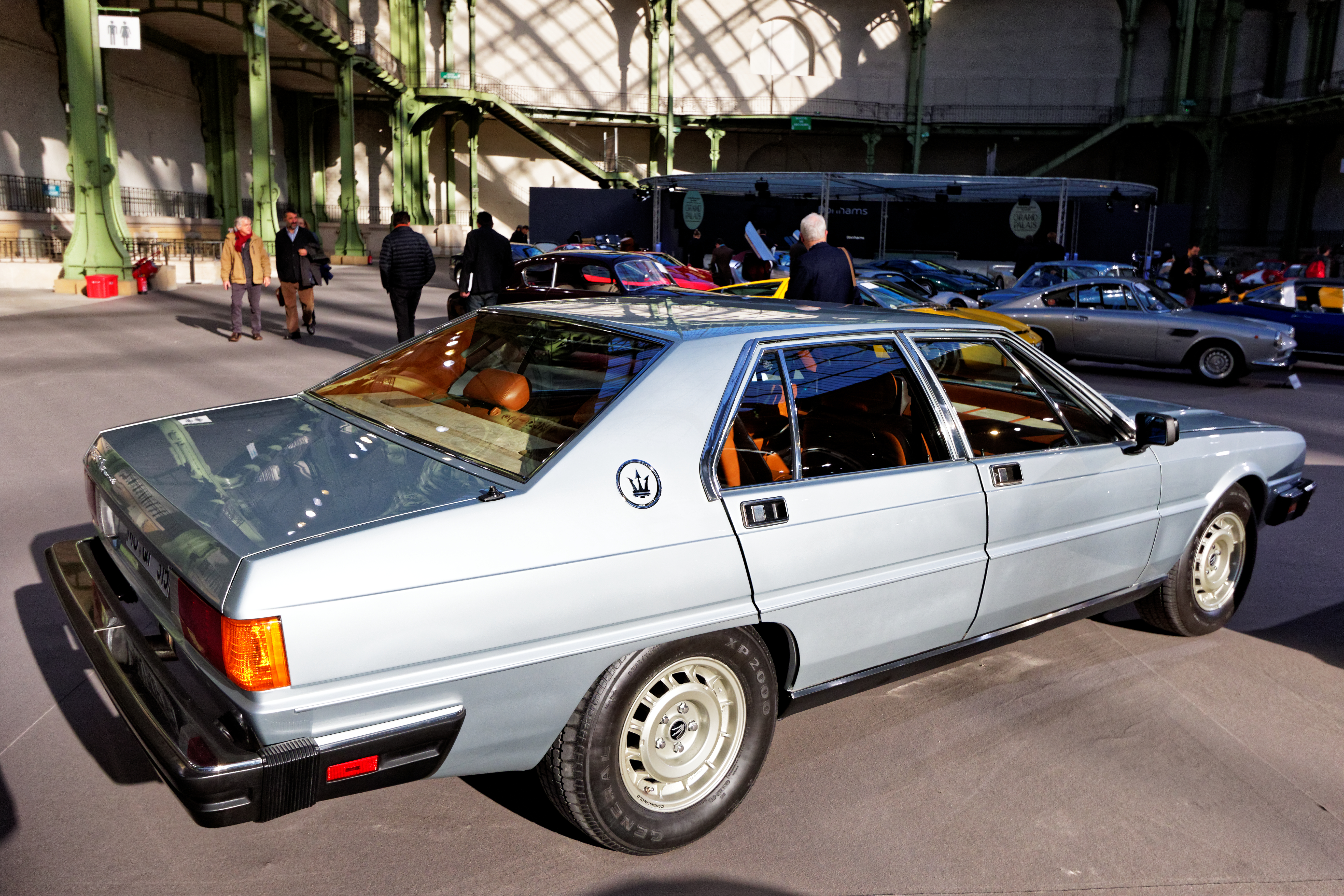

Sa motorisation reprend un moteur Maserati V8 en deux cylindrées : 4 136 cm3 et 260 ch ou 4 930 cm3 et 290 ch, ainsi que la propulsion arrière. Elle a été fabriquée jusqu'en 1990 en 2 141 exemplaires.

### Série spéciale Royale
Une version spéciale baptisée « Royale » apparait en 1986, construite à 51 exemplaires. Elle fut la voiture officielle du Président de la République italienne Sandro Pertini. Elle fut blindée comme celles destinées aux Présidents du Sénat et du Conseil italien.

Maserati Quattroporte III « Royale »
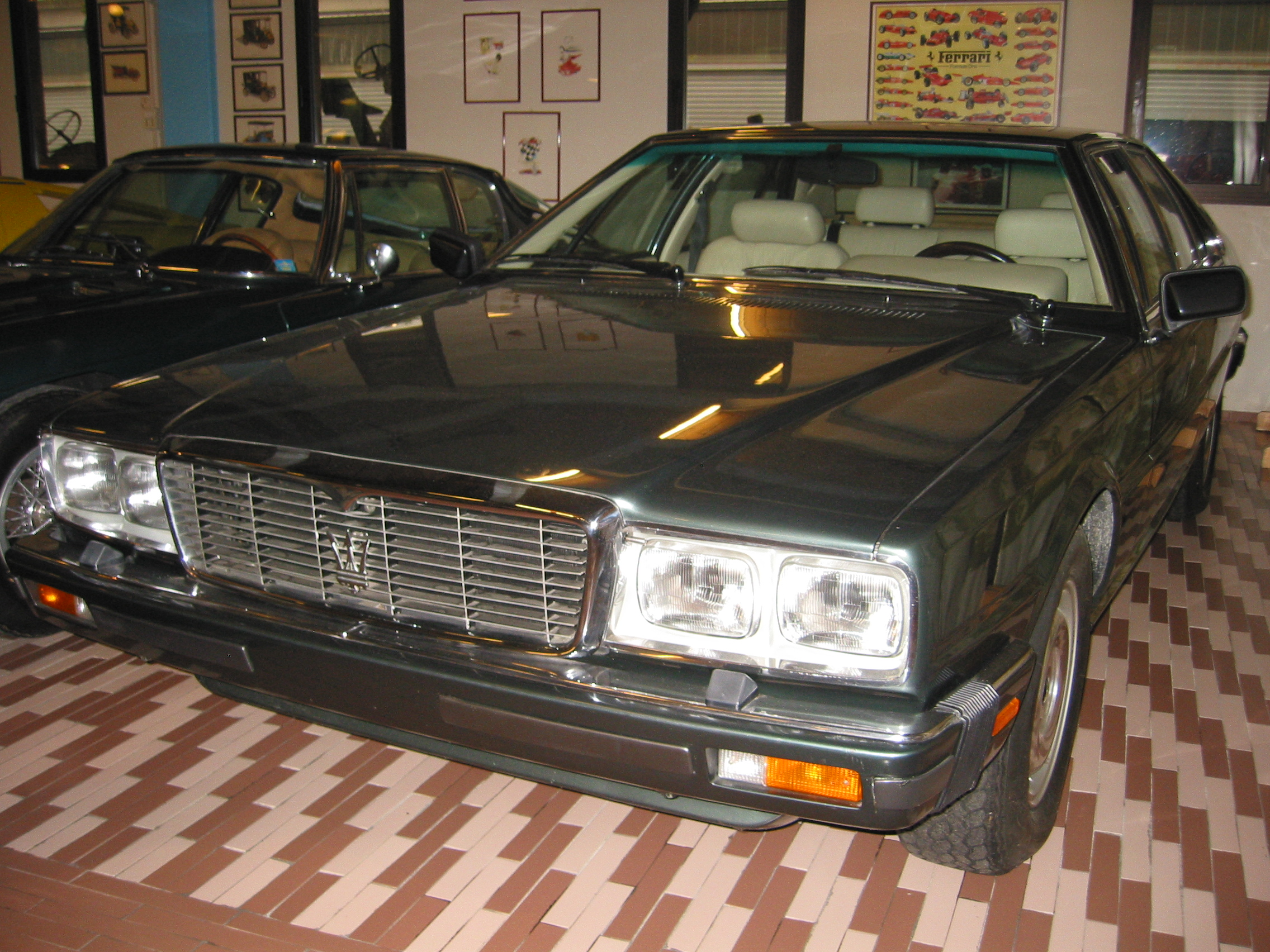
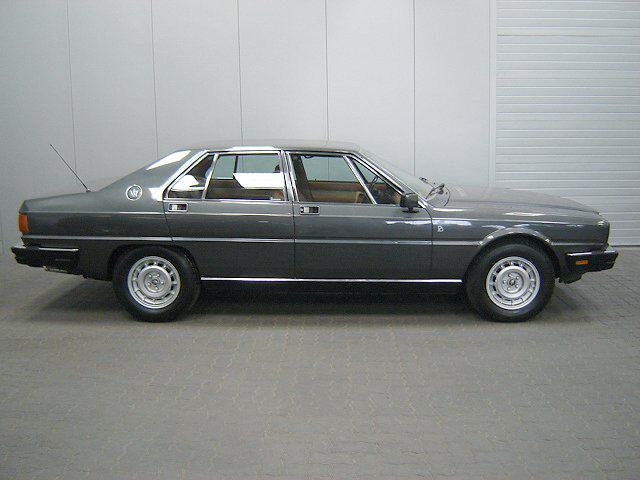
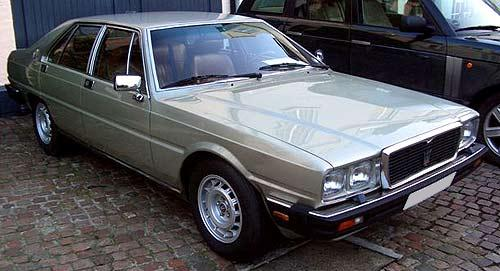

## Génération intermédiaire (1985 - 1994): Biturbo 4 portes
Après l'arrêt de sa fabrication, Maserati resta quatre ans sans proposer de berline de luxe. Le seul modèle figurant au catalogue du constructeur au Trident fut une version à quatre portes de la Biturbo dont l'appellation était précédée d'un 4, pour 4 portes : par exemple la 430, la 4.18 ou la 4.24.

## Quatrième génération (1994-2001)
Cette Quattroporte IV était la version à quatre portes des Maserati Ghibli II. Motorisée par un 2 litres, un 2,8 litres ou un 3,2 litres, elle reprendra les bases mécaniques des modèles précédents. Les blocs moteurs V6 proviendront des Maserati Ghibli II GT en versions moins puissantes, quant au moteur V8, il s'agira d'une version dérivée de celui de la Maserati Shamal, le vilebrequin plat étant remplacé par un vilebrequin en croix, au fonctionnement plus doux.

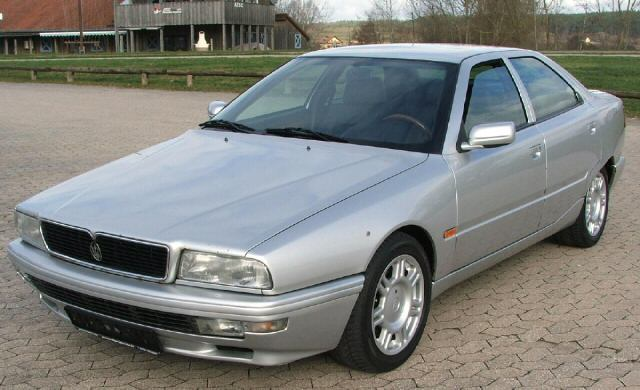
Maserati Quattroporte IV

Après la reprise de Maserati par le groupe Fiat, la voiture sera entièrement revue et ses lignes adoucies. Cette évolution de la Ghibli II à quatre portes est reconnaissable à ses lignes douces dues au crayon de Marcello Gandini. Ce sera néanmoins la version du modèle Quattroporte qui aura les dimensions les plus réduites.

### Quattroporte IV Evoluzione
En 1998, après la reprise de la marque par le groupe Fiat Auto, elle prendra le label Evoluzione. Cette version sera le premier signe de la nouvelle direction de la marque qui passera sous la direction opérationnelle de Ferrari.
Ce modèle intègre les 400 points d'amélioration que l'équipe Ferrari, nouvel actionnaire de la marque, impose à la fabrication des Maserati Quattroporte.
La célèbre montre, qui ornait jusqu'à présent le tableau de bord sur les modèles de la marque au trident, disparaît pour être remplacée par un afficheur numérique des plus ordinaires.
Les différentes versions de la Quattroporte IV se répartissent comme suit:
| Modèle             | Années fabrication | Production |  |  |  |
|                    |                    |            |  |  |  |
| V6 2000            | 1994 - 1998        | 587        |  |  |  |
| V6 2800            | 1994 - 1998        | 668        |  |  |  |
| V8 3200            | 1996 - 1998        | 415        |  |  |  |
| V6 2000 Evoluzione | 1998 - 2001        | 200        |  |  |  |
| V6 2800 Evoluzione | 1998 - 2001        | 190        |  |  |  |
| V8 3200 Evoluzione | 1998 - 2001        | 823        |  |  |  |
| Total              |                    | 2 883      |  |  |  |

## Cinquième génération (2003-2012)
Cette génération de Quattroporte a été présentée au salon de l'automobile de Francfort 2003.

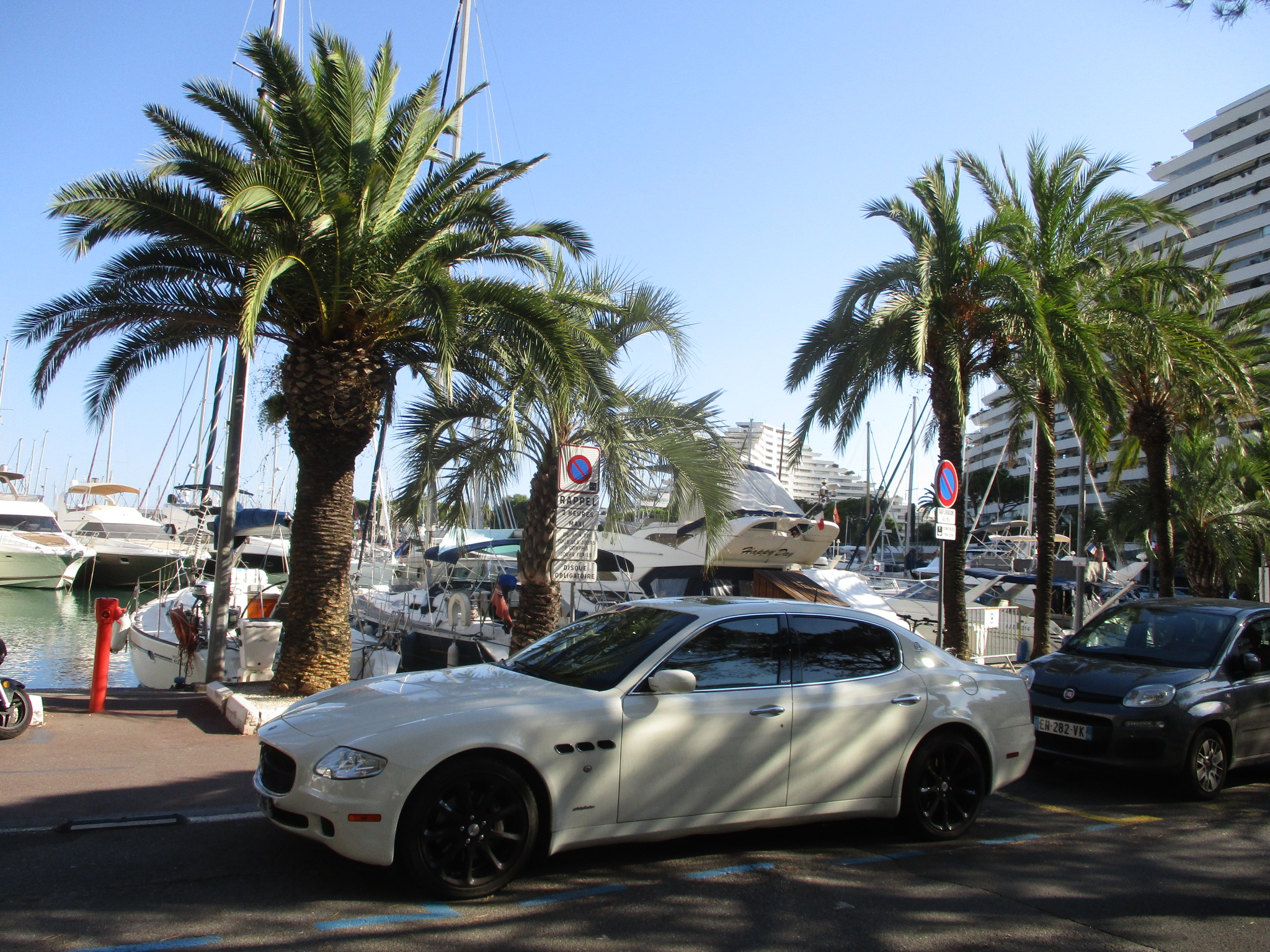
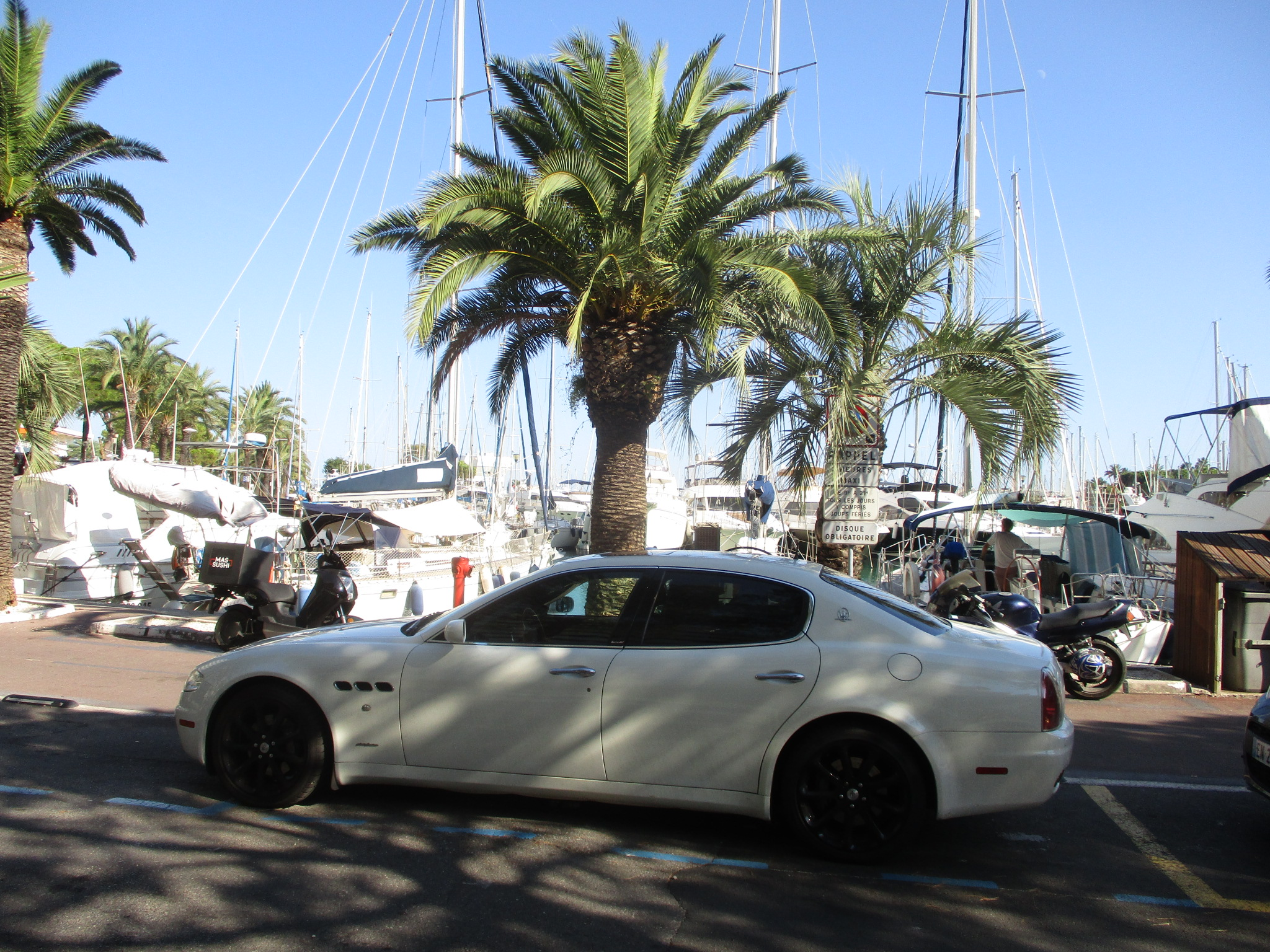

Dessinée par le maître Pininfarina, elle comporte trois modèles : base, Executive GT et Sport GT. La gamme restylée est elle aussi composée de 3 versions : base, S, et Sport GT S.

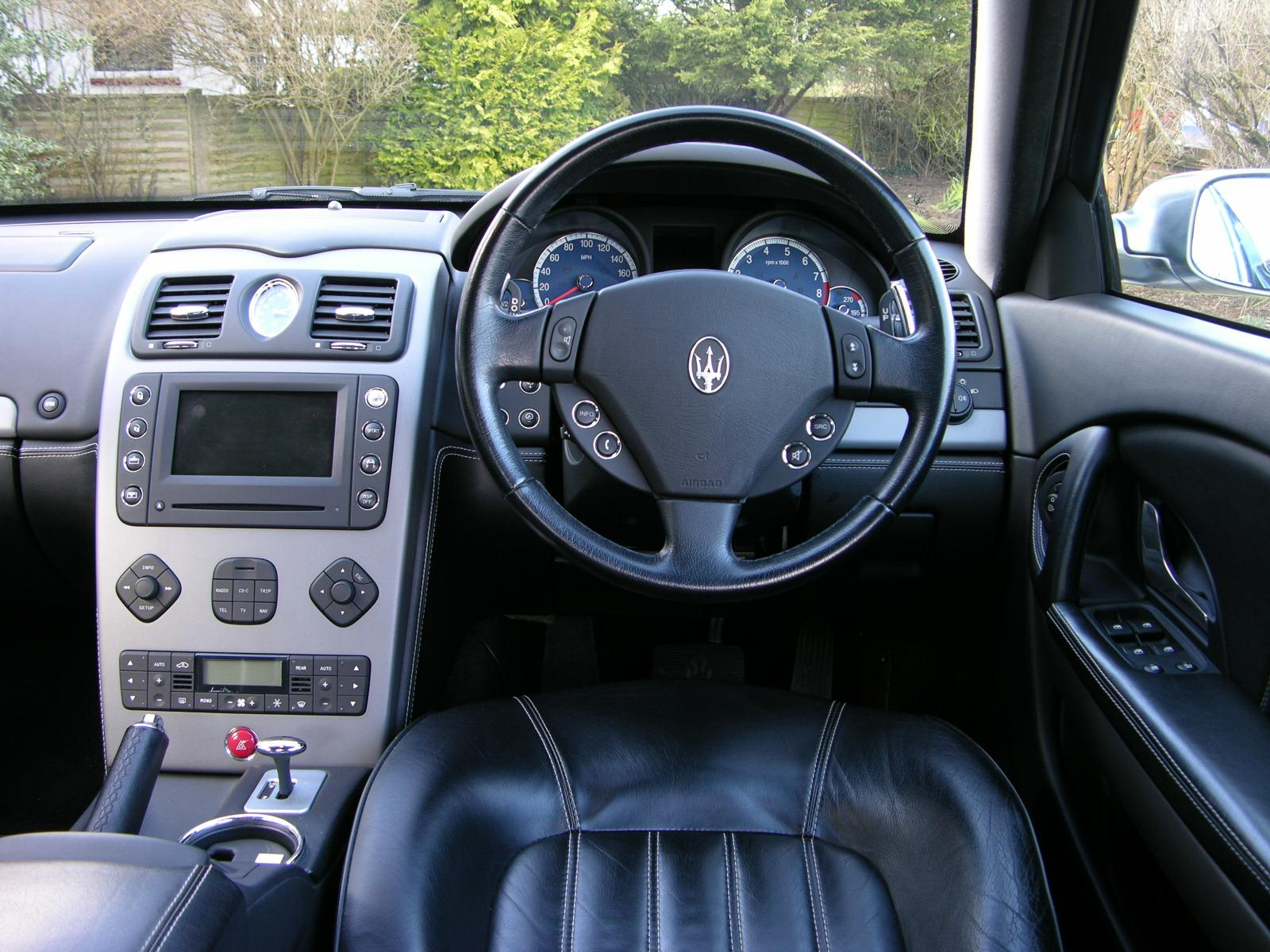
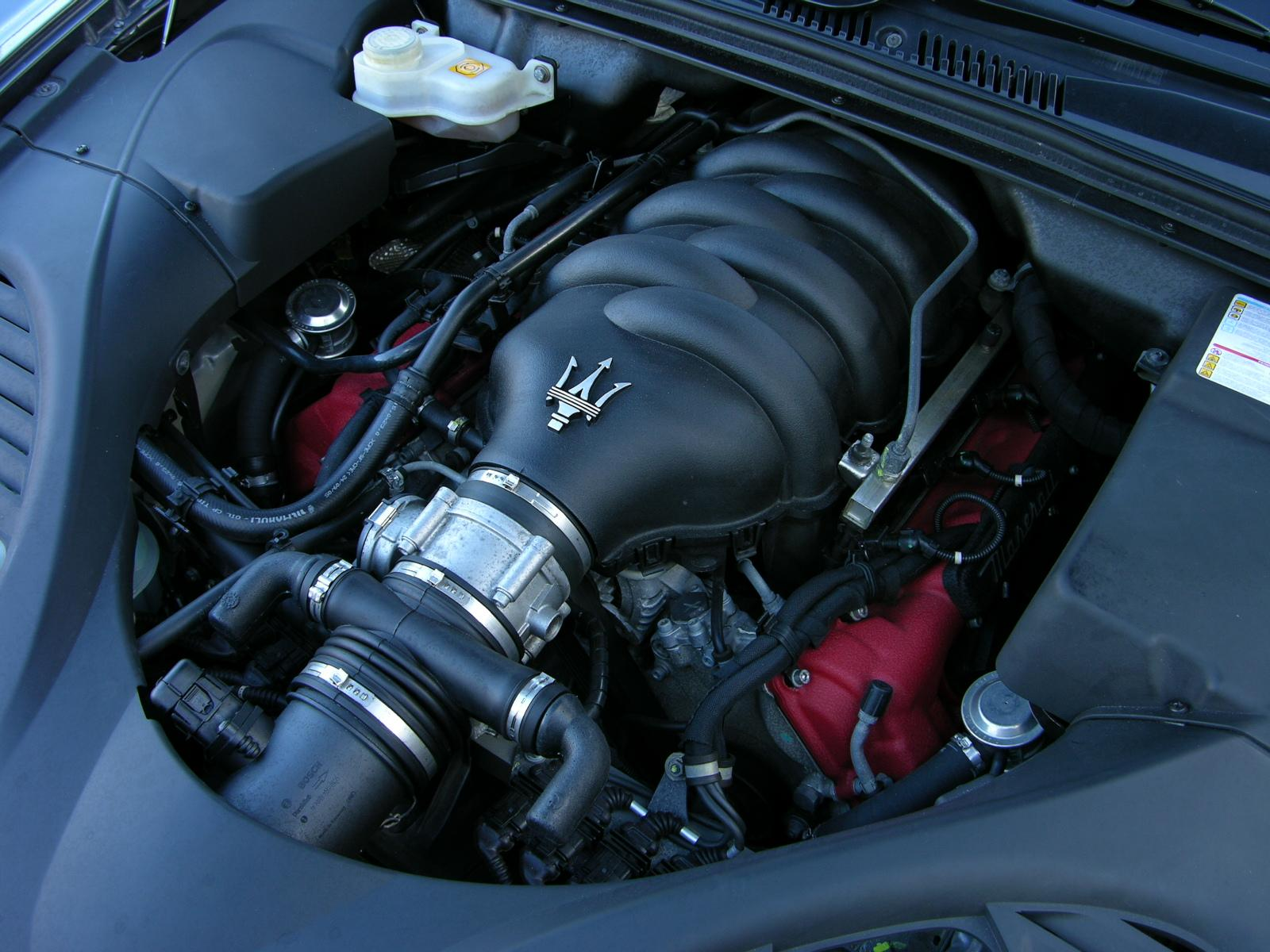

Les trois variantes de 1re version sont équipées du même moteur V8 de 4,244 cm3 de cylindrée, développant une  puissance de 400 ch/294 kW. Cette magnifique berline a reçu le titre de la berline la plus rapide du monde avec 272,9 km/h, mais elle a depuis été dépassée par la Bentley Continental GT Flying Spur.

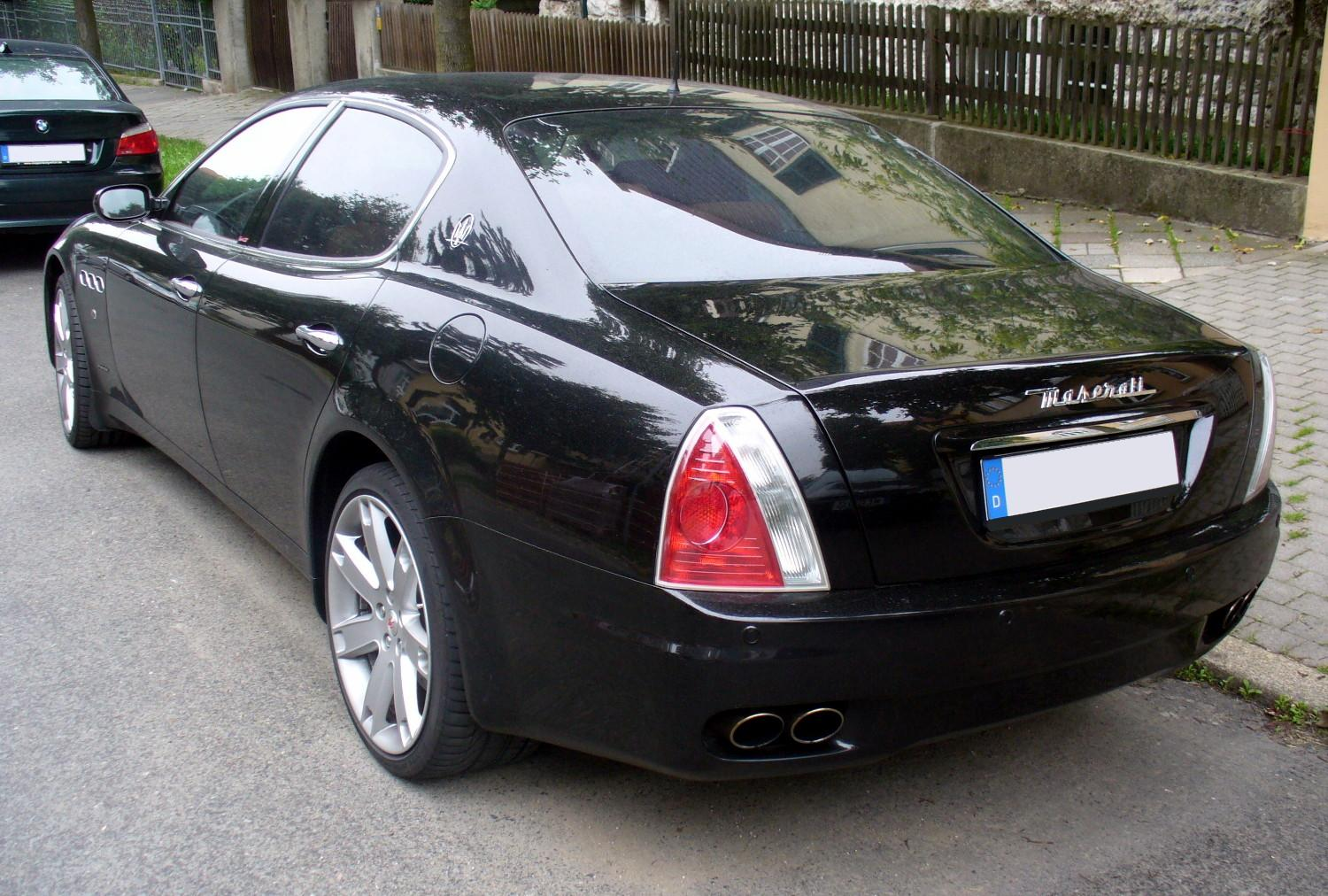
Quattroporte Sport GT V

La version restylée de la Quattroporte V reçoit quant à elle le même 4,2 litres (développant désormais 405 ch) que la 1re version, mais une évolution portée à 4,7 litres, développant 430 ch sur la S et 440 ch la GTS.
Elle permet de très bonnes accélérations : 0 à 100 km/h en 5,8 secondes pour la 4.2, 5,4 secondes pour la S et 5,1 secondes pour la GTS, des reprises de 70 à 120 km/h en 4,4 secondes pour la 4,2 litres, 4,7 secondes pour la S et la GT S. Des prestations qui nécessitent environ 17,3 litres aux 100 km.

### Concept car

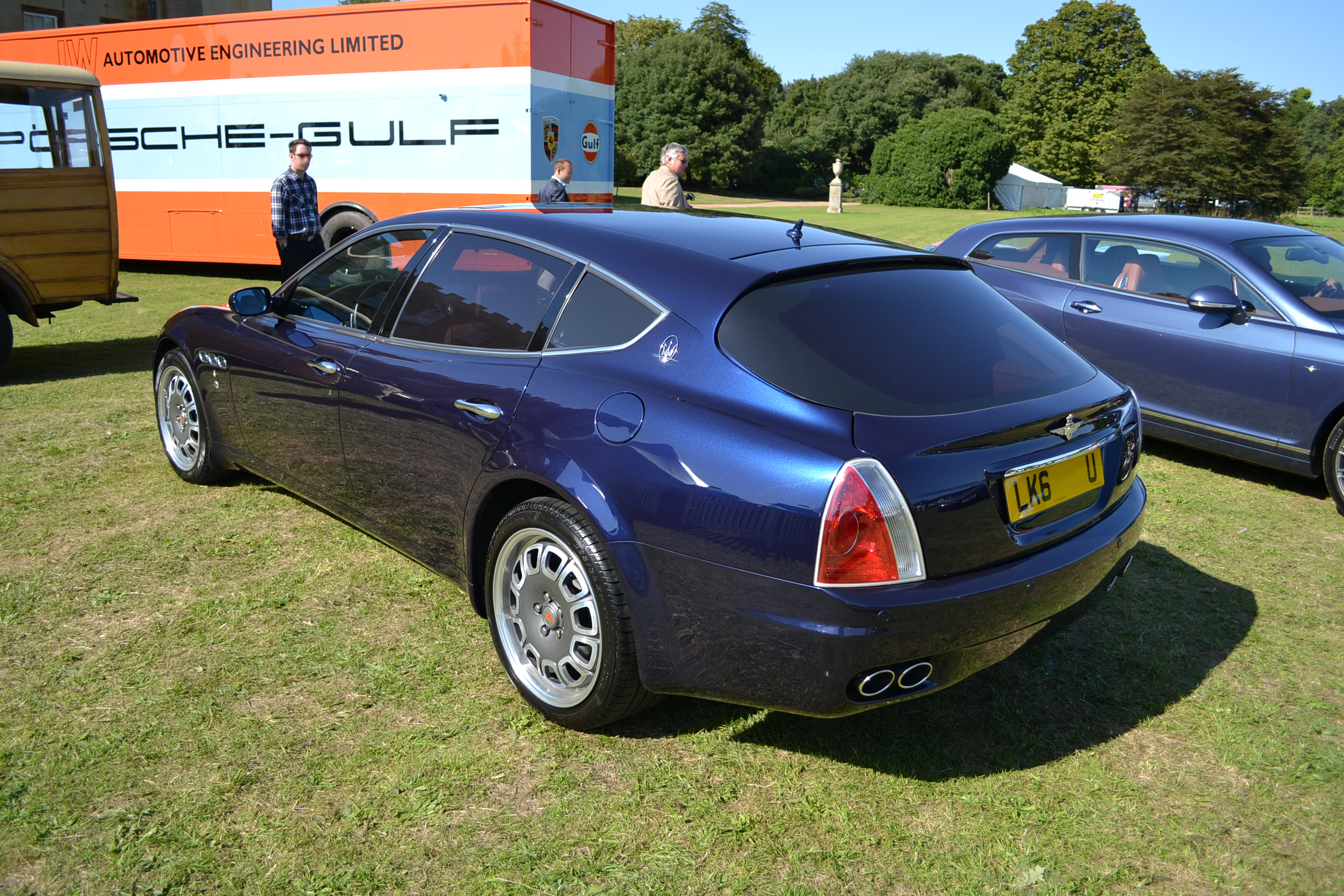
Maserati Bellagio Touring.

Une version concept car break carrozzeria Touring baptisée Bellagio, sur base de Quattroporte V, a été présenté à l'occasion du concours d'élégance Villa d'Este 2008, et construite sur commande à une dizaine d'exemplaires.

### Au cinéma
- Omar Sy conduit une célèbre Maserati Quattroporte V de François Cluzet, dans le film Intouchables de 2011[6].
- Elle est aussi la voiture de l'acteur principal de la série American Life, où elle se retrouve notamment criblée de balle à la suite d'un épisode.

## Sixième génération (2013-)
La sixième génération de Quattroporte a été présentée officiellement en novembre 2012. Elle est commercialisée lors du salon de l'Automobile de Détroit en janvier 2013. La Quattroporte est restylée à l'été 2016, avec une carrosserie entièrement en aluminium.

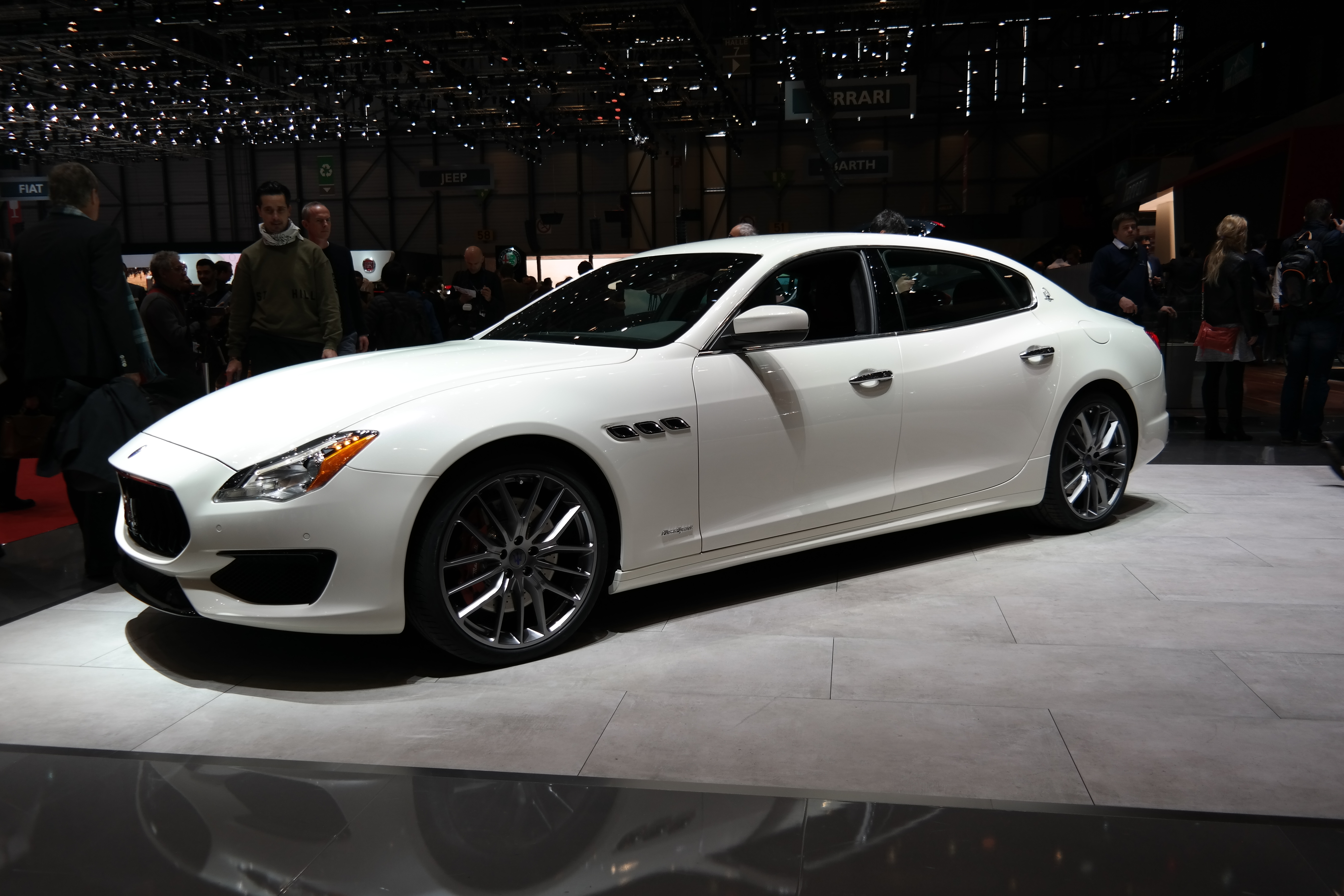
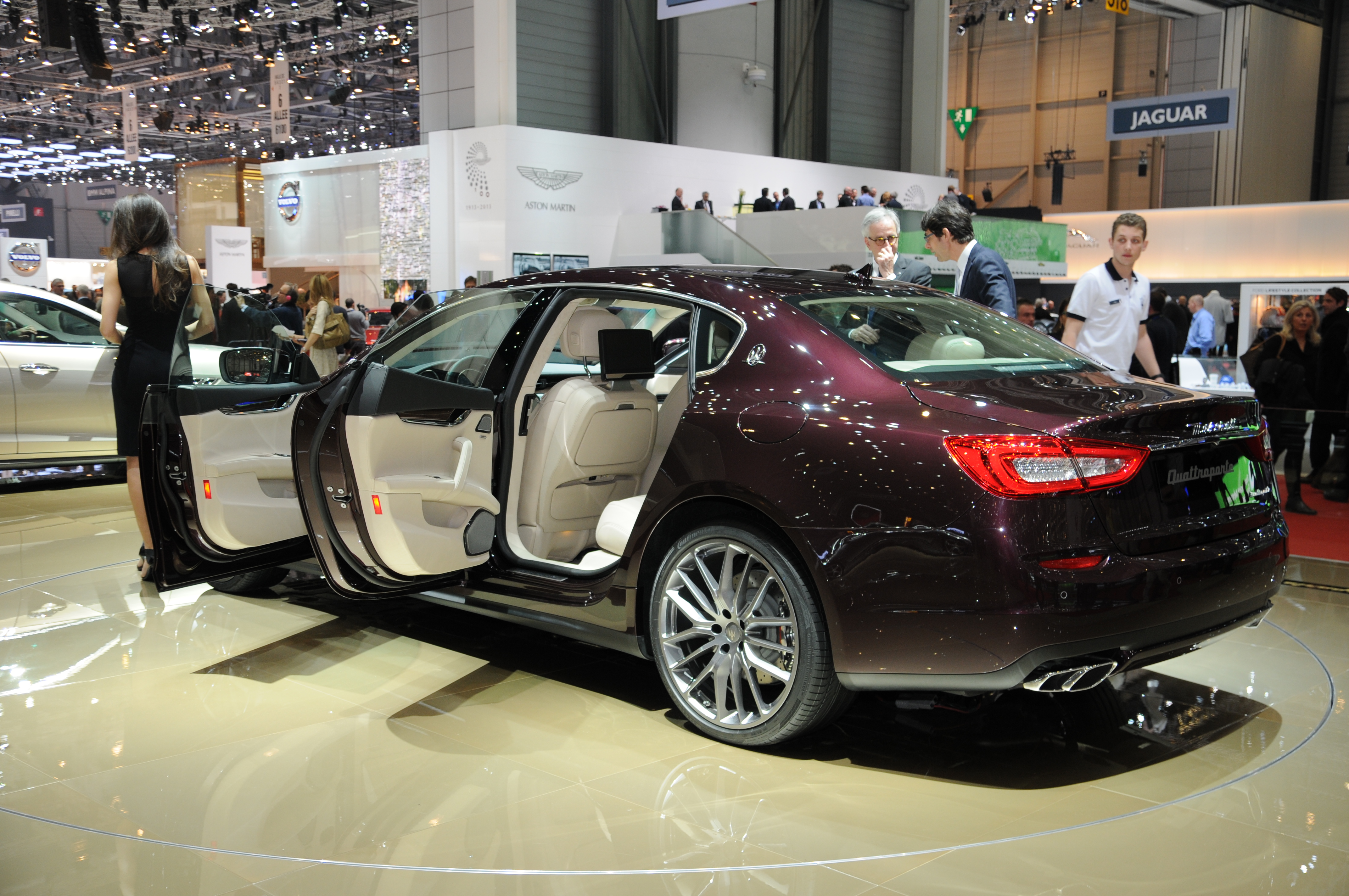

Dessinée par le chef du style du groupe Fiat, Lorenzo Ramaciotti, un ancien styliste de Pininfarina, elle se décline en trois versions :
- V6 410 ch - propulsion classique, accélération 0 à 100 km/h en 5,1 s, vitesse maxi 285 km/h,
- V6 410 ch - 4x4, accélération 4,9 s et 284 km/h,
- V8 530 ch - propulsion classique, accélération 4,7 s et 307 km/h.
- V8 580 ch - propulsion classique, accélération 4,5 s et 325 km/h

La fabrication de cette luxueuse grande routière de sport est assurée dans l'ancienne usine de la Carrozzeria Bertone de Grugliasco, près de Turin, où le groupe Fiat a réalisé de très importants investissements pour fabriquer ce nouveau modèle ainsi que, au second semestre 2013, sa petite sœur, la Ghibli. La production en série74 a débuté en janvier 2013 pour une commercialisation dès le mois suivant. La firme au trident table sur 12 000 exemplaires annuels.
Les moteurs sont tous deux d'origine Ferrari. Ils sont entièrement en aluminium. Ils garantissent des accélérations "foudroyantes" : 0 à 100 km/h en 4,9 s pour le V6 et 4,5 s pour le V8. La boîte de vitesses est automatique à 8 rapports.
La Quattroporte 6 fut restylée courant 2016. Elle possède une calandre à barrettes chromées, proche de celle de la Maserati Levante, et un nouveau bouclier, ce qui lui permet aussi de s'enrichir de deux nouvelles finitions : GranLusso et GranSport.
En août 2020, Maserati dévoile la version TROFEO et le V8 en 580 CV. Une version qui peut atteindre en pointe les 325 km/h.
En octobre 2023, le groupe Stellantis ferme l'usine Stellantis de Mirafiori et cesse la production de la Quattroporte pendant 2 semaines en raison de l'insuffisance des ventes du modèle.

### Finition GranLusso
Sa calandre est chromée. Bien au-dessus de 100 000 €, elle propose une sellerie partiellement composée de soie et des jantes de 20 pouces.

### Finition GranSport
Sa calandre est plus foncée, plus noire. Elle s'appuie sur le cuir pour son intérieur, la fibre de carbone et grâce à elle les jantes peuvent atteindre 21 pouces.

### Séries spéciales
- Royale (2020)[10]
- MC Edition (2022) : Trofeo + coloris Giallo Corse ou Blu Vittoria, jantes noires de 21 pouces, étriers de freins bleus, inserts à l'intérieur en fibre de carbone de couleur bleue, surpiqûres bleues avec sellerie en cuir noir naturel Nero Pienofiore, toit ouvrant électrique, système audio Bowers & Wilkins Surround, pack d'assistance au conducteur[11]